# Tanjung Bunga (Pangururan)
Tanjung Bunga is een bestuurslaag in het regentschap Samosir van de provincie Noord-Sumatra, Indonesië. Tanjung Bunga telt 1522 inwoners (volkstelling 2010).